# Gran Premio de la Patagonia
Gran Premio de la Patagonia – jednodniowy wyścig kolarski rozgrywany w Chile.
Pierwsza edycja odbyła się w 2020. Od początku istnienia włączony jest do cyklu UCI America Tour, w którym posiada kategorię 1.2.

## Zwycięzcy
Opracowano na podstawie:
| Rok  | Pierwsze            | Drugie        | Trzecie       |          |
| ---- | ------------------- | ------------- | ------------- | -------- |
| 2020 | José Tito Hernández | Óscar Sevilla | Pablo Alarcón |          |
| 2021 | odwołany            | odwołany      | odwołany      | odwołany |